# قصبة رئيسية يمنى

لوحة تشريحية لجهاز التنفس

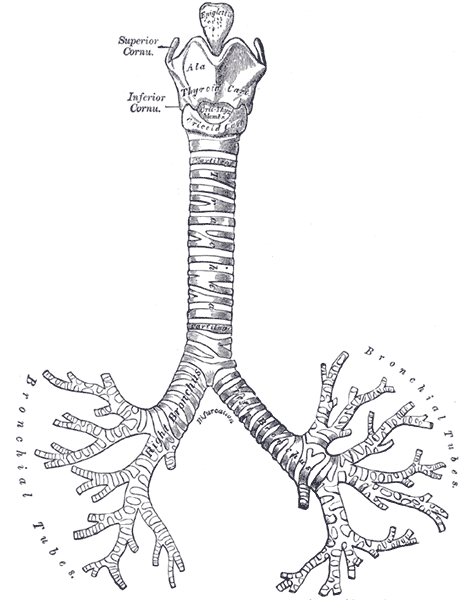
مسالك هوائية

قصبة رئيسية يمنى (بالإنجليزية: Right main bronchus)‏ هي عباره عن قَصَبَة التي تنقل الهواء إلى الرئة اليمنى. القصبة الرئيسية اليمنى تتفرع إلى ثلاثة قَصَباتُ فَصِّيَّة.
القصبة الهوائية الرئيسية اليمنى أوسع وأقصر وأكثر عمودية من القصبة الرئيسية اليسرى. ويبلغ متوسط طولها 1.09 سم. وتدخل الرئة في مستوى الفقرة الصدرية الخامسة. وريد الفرد يتقوّس للخلف فوق القصبة الرئيسية اليمنى في جذر الرئة اليمنى ليتحد مع الوريد الأجوف العلوي والشريان الرئوي اليمني يرقد تحته في البداية ومن ثم امامه.